# Elaemima
Elaemima là một chi bướm đêm thuộc họ Noctuidae.